# Aleksandr Friedman
Aleksandr Aleksandrowicz Friedman lub Friedmann (ros. Александр Александрович Фридман, ur. 4 czerwca?/16 czerwca 1888 w Sankt Petersburgu, zm. 16 września 1925 tamże) – rosyjski naukowiec: matematyk, meteorolog, fizyk i kosmolog, profesor uniwersytetu w Permie (od roku 1918), a od 1920 w Piotrogrodzie.

## Życiorys
Pierwszy artykuł naukowy o teorii liczb Bernoulliego opublikował w ostatniej klasie liceum w 1906. W tym samym roku rozpoczął studia matematyczne na Uniwersytecie Petersburskim. Po ich zakończeniu w 1910 został wykładowcą tej uczelni oraz Instytutu Górniczego. Od 1913 zajmował się głównie meteorologią. Po wybuchu I wojny światowej wstąpił do lotnictwa, gdzie za liczne loty obserwacyjne oraz za udane bombardowania przeciwnika otrzymał Order św. Jerzego. Po wojnie wykładał na uczelniach w Permie i Piotrogrodzie, jednocześnie od 1920 pracował w Głównym Laboratorium Fizycznym (zajmującym się fizyką atmosfery i geofizyką) w Piotrogrodzie, a w 1925 został dyrektorem tego laboratorium. W lipcu 1925 w czasie lotu balonem badawczym osiągnął rekordową na owe czasy wysokość 7400 m. Zmarł na tyfus brzuszny.
W badaniach zajmował się problemami kosmologicznymi w ogólnej teorii względności, stał się także twórcą tzw. meteorologii dynamicznej, w ramach której badał głównie zagadnienia turbulencji w atmosferze i powstawania oraz fizyki wichrów. Był jednym z pierwszych astrofizyków postulujących model Wielkiego Wybuchu w ewolucji Wszechświata.

## Odznaczenia
- Order Świętego Włodzimierza IV klasy
- Krzyż Zasługi Wojskowego Orderu Świętego Jerzego
- Broń Złota „Za Waleczność”